# Choristoneura bracatana
Choristoneura bracatana is een vlinder uit de familie bladrollers (Tortricidae). De wetenschappelijke naam is voor het eerst geldig gepubliceerd in 1894 door Rebel.
De soort komt voor in Europa.